# SC Freiburg
Sport-Club Freiburg e.V., thường được biết đến là SC Freiburg (phát âm tiếng Đức: [ʔɛs ˈtseː ˈfʁaɪbʊɐ̯k]), là một câu lạc bộ bóng đá chuyên nghiệp Đức có trụ sở ở thành phố Freiburg im Breisgau, Baden-Württemberg. Câu lạc bộ thi đấu ở Giải bóng đá vô địch quốc gia Đức sau khi được thăng hạng với tư cách là nhà vô địch từ 2. Bundesliga vào năm 2016. 
Từ năm 1954 đến năm 2021, sân vận động của Freiburg là sân vận động Dreisam. Câu lạc bộ chuyển đến sân vận động Europa-Park mới được xây vào năm 2021.

## Danh hiệu

### Giải vô địch quốc gia
- Vô địch giải hạng hai nước Đức: 1993, 2003, 2009
- Vô địch giải nghiệp dư: 1965, 1968, 1978

### Cúp
- Vô địch South Baden Cup: 1975, 1978

### Giải đấu quốc tế
- Vô địch Ciudad de Cartagena Trophy: 1995

### Đội dự bị
- Vô địch Oberliga Baden-Württemberg: 2008
- Vô địch Verbandsliga Südbaden: 1998
- Vô địch Cúp Nam Baden: 2001

### Trẻ
- Vô địch giải U19 Đức: 2008
- Vô địch giải U19 Bắc/Tây Bắc Đức: 2006, 2009

## Cầu thủ

### Đội hình hiện tại
Tính đến ngày 31 tháng 5 năm 2025
Ghi chú: Quốc kỳ chỉ đội tuyển quốc gia được xác định rõ trong điều lệ tư cách FIFA. Các cầu thủ có thể giữ hơn một quốc tịch ngoài FIFA.
| Số | VT | Quốc gia | Cầu thủ              |
| -- | -- | -------- | -------------------- |
| 1  | TM | Đức      | Noah Atubolu         |
| 3  | HV | Áo       | Philipp Lienhart     |
| 5  | HV | Đức      | Manuel Gulde         |
| 6  | TV | Đức      | Patrick Osterhage    |
| 8  | TV | Đức      | Maximilian Eggestein |
| 9  | TĐ | Đức      | Lucas Höler          |
| 11 | TV | Ghana    | Daniel-Kofi Kyereh   |
| 17 | HV | Đức      | Lukas Kübler         |
| 18 | TĐ | Đức      | Eren Dinkçi          |
| 19 | HV | Đức      | Jan-Niklas Beste     |
| 20 | TĐ | Áo       | Junior Adamu         |
| 21 | TM | Đức      | Florian Müller       |
| 23 | TV | Kosovo   | Florent Muslija      |
| 24 | TM | Đức      | Jannik Huth          |

| Số | VT | Quốc gia | Cầu thủ                       |
| -- | -- | -------- | ----------------------------- |
| 25 | HV | Pháp     | Kiliann Sildillia             |
| 26 | TĐ | Đức      | Maximilian Philipp            |
| 27 | TV | Đức      | Nicolas Höfler                |
| 28 | HV | Đức      | Matthias Ginter               |
| 30 | HV | Đức      | Christian Günter (đội trưởng) |
| 32 | TV | Ý        | Vincenzo Grifo (đội phó)      |
| 33 | HV | Pháp     | Jordy Makengo                 |
| 34 | TV | Đức      | Merlin Röhl                   |
| 37 | HV | Đức      | Max Rosenfelder               |
| 38 | TĐ | Áo       | Michael Gregoritsch           |
| 42 | TV | Nhật Bản | Ritsu Dōan                    |
| 43 | HV | Thụy Sĩ  | Bruno Ogbus                   |
| 44 | TV | Thụy Sĩ  | Johan Manzambi                |

### Cho mượn
Ghi chú: Quốc kỳ chỉ đội tuyển quốc gia được xác định rõ trong điều lệ tư cách FIFA. Các cầu thủ có thể giữ hơn một quốc tịch ngoài FIFA.
| Số | VT | Quốc gia   | Cầu thủ                                                         |
| -- | -- | ---------- | --------------------------------------------------------------- |
| —  | HV | Đức        | Robert Wagner (tại FC St. Pauli đến ngày 30 tháng 6 năm 2025)   |
| —  | HV | Thổ Nhĩ Kỳ | Berkay Yılmaz (tại 1. FC Nürnberg đến ngày 30 tháng 6 năm 2025) |
| —  | TV | Đức        | Noah Weißhaupt (tại FC St. Pauli đến ngày 30 tháng 6 năm 2025)  |

## Các huấn luyện viên trong quá khứ và hiện tại
- Robin Dutt (June 2007 to present)
- Volker Finke (ngày 1 tháng 7 năm 1991 to ngày 20 tháng 5 năm 2007)
- Eckhard Krautzun (ngày 1 tháng 7 năm 1990 to ngày 30 tháng 6 năm 1991)
- Bernd Hoss (ngày 1 tháng 12 năm 1989 to ngày 30 tháng 6 năm 1990)
- Uwe Ehret (ngày 27 tháng 8 năm 1989 to ngày 26 tháng 11 năm 1989) (second time)
- Lorenz-Günther Köstner (ngày 1 tháng 7 năm 1989 to ngày 26 tháng 8 năm 1989)
- Uwe Ehret (ngày 9 tháng 4 năm 1989 to ngày 30 tháng 6 năm 1989)
- Fritz Fuchs (ngày 1 tháng 1 năm 1989 to ngày 8 tháng 4 năm 1989) (lần thứ 2)
- Jörg Berger (ngày 1 tháng 7 năm 1986 to ngày 17 tháng 12 năm 1988)
- Horst Zick (ngày 23 tháng 3 năm 1986 to ngày 30 tháng 6 năm 1986) (lần thứ 2)
- Jupp Becker (ngày 25 tháng 1 năm 1986 to ngày 22 tháng 3 năm 1986)
- Anton Rudinski (ngày 1 tháng 7 năm 1984 to ngày 1 tháng 1 năm 1986)
- Fritz Fuchs (ngày 1 tháng 7 năm 1983 to ngày 30 tháng 6 năm 1984)
- Werner Olk (ngày 1 tháng 7 năm 1982 to ngày 30 tháng 6 năm 1983)
- Lutz Hangartner (ngày 1 tháng 7 năm 1981 to ngày 30 tháng 6 năm 1982)
- Horst Zick (ngày 25 tháng 1 năm 1981 to ngày 30 tháng 6 năm 1981)
- Jupp Becker (ngày 1 tháng 7 năm 1980 to ngày 24 tháng 1 năm 1981)
- Norbert Wagner (ngày 1 tháng 7 năm 1979 to ngày 24 tháng 1 năm 1980)
- Heinz Baas (ngày 30 tháng 9 năm 1978 to ngày 30 tháng 6 năm 1979
- Manfred Brief (ngày 1 tháng 7 năm 1972 to ngày 30 tháng 9 năm 1978)
- Edgar Heilbrunner (1969 to 1972)
- Hans Diehl (1964 to 1969)
- Hanns Faber (1963 to 1964)
- Hans Roggow (1960 to 1963)
- Kurt Mannschott (1956 to 1958)
- Willi Hornung (1953 to 1955)
- Andreas Munkert (1950 to 1953) (lần thứ 2)
- Arthur Mattes (1949 to 1950)
- Andreas Munkert (1946 to 1949)

## Đội nữ

### Đội hình hiện tại
Ghi chú: Quốc kỳ chỉ đội tuyển quốc gia được xác định rõ trong điều lệ tư cách FIFA. Các cầu thủ có thể giữ hơn một quốc tịch ngoài FIFA.
| Số | VT | Quốc gia   | Cầu thủ                       |
| -- | -- | ---------- | ----------------------------- |
| 1  | TM | Đức        | Lisa Schneider                |
| 2  | HV | Pháp       | Stephanie Wendlinger          |
| 3  | HV | Đức        | Kerstin Boschert (Đội trưởng) |
| 4  | TV | Đức        | Nicole Söder                  |
| 6  | HV | Đức        | Valeria Kleiner               |
| 7  | TĐ | Đức        | Susanne Hartel                |
| 8  | TV | Đức        | Juliane Maier                 |
| 9  | TĐ | Montenegro | Merza Julevic                 |
| 10 | TV | Thụy Sĩ    | Martina Moser                 |
| 11 | TV | Đức        | Sinah Amann                   |
| 12 | TM | Đức        | Martina Nübling               |
| 13 | TV | Đức        | Katrin Rothaug                |
| 14 | HV | Đức        | Verena Faißt                  |

| Số | VT | Quốc gia | Cầu thủ          |
| -- | -- | -------- | ---------------- |
| 15 | TV | Đức      | Mona Maurer      |
| 16 | TĐ | Đức      | Annik Richter    |
| 17 | TV | Pháp     | Jeanne Haag      |
| 18 | TĐ | Đức      | Julia Zirnstein  |
| 19 | HV | Đức      | Jana Linke       |
| 20 | TV | Đức      | Myriam Krüger    |
| 21 | TĐ | Đức      | Nadine Enoch     |
| 22 | TM | Thụy Sĩ  | Marisa Brunner   |
| 23 | TĐ | Đức      | Sandra Schmidt   |
| 24 | TV | Đức      | Katharina Strohm |
| 25 | TM | Đức      | Kristina Kober   |
| 27 | HV | Đức      | Jessica Bonacker |

## Những mùa giải gần đây

### SC Freiburg
| Mùa giải  | Giải đấu            | Vị trí |
| 1999-2000 | Bundesliga (I)      | 12th   |
| 2000-01   | Fussball Bundesliga | 6th    |
| 2001-02   | Fussball Bundesliga | 16th ↓ |
| 2002-03   | 2nd Bundesliga (II) | 1st ↑  |
| 2003-04   | Fussball Bundesliga | 13th   |
| 2004-05   | Fussball Bundesliga | 18th ↓ |
| 2005-06   | 2nd Bundesliga      | 4th    |
| 2006-07   | 2nd Bundesliga      | 4th    |
| 2007-08   | 2nd Bundesliga      | 5th    |
| 2008-09   | 2nd Bundesliga      | 1st ↑  |

### SC Freiburg II
| Mùa giải  | Giải đấu                        | Vị trí |
| 1999-2000 | Oberliga Baden-Württemberg (IV) | 6th    |
| 2000-01   | Oberliga Baden-Württemberg      | 6th    |
| 2001-02   | Oberliga Baden-Württemberg      | 7th    |
| 2002-03   | Oberliga Baden-Württemberg      | 3rd    |
| 2003-04   | Oberliga Baden-Württemberg      | 5th    |
| 2004-05   | Oberliga Baden-Württemberg      | 4th    |
| 2005-06   | Oberliga Baden-Württemberg      | 4th    |
| 2006-07   | Oberliga Baden-Württemberg      | 7th    |
| 2007-08   | Oberliga Baden-Württemberg      | 1st ↑  |
| 2008-09   | Regionalliga Süd (IV)           | 14th   |
| 2009-10   | Regionalliga Süd                |        |